# Peyrusse

Peyrusse este o comună în departamentul Cantal, Franța. În 1 ianuarie 2022 avea o populație de 141 de locuitori.